# Radosław Gilewicz
Radosław Gilewicz [raˈdɔswaf ɡiˈlɛvit͡ɕ] (* 8. Mai 1971 in Chełm Śląski) ist ein ehemaliger polnischer Fußballspieler.

## Leben
Ab 1991 spielte er bei GKS Tychy und wechselte 1992 zu Ruch Chorzów. Von 1993 bis 1995 spielte er beim FC St. Gallen, anschließend war Gilewicz bis 1997 beim VfB Stuttgart unter Vertrag, ehe er bis 1998 beim Karlsruher SC spielte. Sein letztes Spiel für den VfB Stuttgart war das Finale um den DFB-Pokal 1997, wo er eingewechselt wurde.
Nachdem der KSC 1998 aus der Bundesliga abgestiegen war, wechselte er zum Jahresbeginn 1999 nach Österreich, und spielte zunächst für den FC Tirol Innsbruck, mit dem er drei Meisterschaften gewann und 2001 mit 22 Treffern Torschützenkönig wurde. Nach der Vereinsauflösung des FC Tirol ging Radosław Gilewicz zum FK Austria Wien, wo er 2003 das Double erreichte, 2005 erneut Cupsieger wurde. Zwischen 2005 und 2007 war er in Pasching aktiv, ehe er zurück in seine Heimat zu Polonia Warschau wechselte. Am 21. Juni 2009 beendete er seine aktive Karriere als Spieler.

## Erfolge
- 4× Österreichischer Meister: 2000, 2001, 2002, 2003
- 1× Deutscher Pokalsieger: 1997
- 2× Österreichischer Cupsieger: 2003, 2005
- 1× Österreichischer Torschützenkönig: 2001
- 1× APA-Fußballer des Jahres: 2000